# Thomas Drummond
Thomas Drummond (1793  - mars 1835), était un collectionneur botanique écossais.
Thomas Drummond était le jeune frère du botaniste James Drummond. Il est né en Écosse et, au début de sa vie, il était à la pépinière de Don, Forfar. Il s'est d'abord fait connaître des botanistes par ses ensembles distribués de mousses, «Musci Scotici», et a ensuite été attaché en tant qu'assistant-naturaliste au Dr Richardson lors de la deuxième expédition terrestre de Sir John Franklin.
Il quitta ainsi Liverpool le 16 février 1825 et atteignit New York le 15 du mois suivant. L'expédition s'est déplacée vers l'ouest par le fleuve Hudson et les lacs Ontario et Winnipeg jusqu'au fleuve Mackenzie. Drummond a quitté le groupe principal à Cumberland House pour explorer les montagnes Rocheuses.
Le 3 juin 1827, Drummond rencontra David Douglas à Carlton House alors que Douglas s'aventurait par voie terrestre de Fort Vancouver vers York Factory, au Manitoba lors de son voyage de retour à Londres, collectant des spécimens pour le compte de la Royal Horticultural Society.
Au printemps de 1831, Drummond parcourut à pied les monts Alleghany, atteignant Saint-Louis en juillet, où il tomba malade. Ainsi retardé, il ne put rejoindre les marchands de fourrures dans leur expédition vers le nord. Il a donc été contraint de limiter ses explorations à la Nouvelle-Orléans et ses environs. C'est ainsi qu'il fit un tour botanique au Texas ; à Velasco, où une attaque de choléra l'a tenu alité, mais il a pu continuer ses travaux après s'être remis.
Drummond a collecté le long des fleuves Brazos, Colorado et Guadalupe, passant près de deux ans à collecter des plantes et des oiseaux au Texas. Ses spécimens de plantes du Texas ont été largement distribués en Europe et ont stimulé plus tard l'exploration botanique. (Geiser, 1949) 
Il s'embarqua finalement pour La Havane le 9 février 1835 et mourut dans ce port au début de mars. Les plantes envoyées chez eux par Drummond ont été décrites par Sir William Hooker dans son Flora Boreali-Americana, son Journal of Botany et Companion to the Botanical Magazine.
Lui et son frère, James sont honorés en 1855, dans le genre végétal australien de Drummondita (dans la famille des Rutacées ).

## Autres ressources
- Nisbet, Jack . Le collectionneur: David Douglas et l'histoire naturelle du nord-ouest (2009) Sasquatch Books. (ISBN 1-57061-613-2)
- Harvey, Athelstan George. Douglas Of The Fir: Une biographie de David Douglas Botanist (1947) Harvard University Press.
- Lindsay, Ann et Syd House. "Le collectionneur d'arbres: la vie et les explorations de David Douglas" (1999,2005) Aurum Press Ltd. (ISBN 1-84513-052-9)
- Geiser, Samuel Wood. "Naturalistes de la frontière" (1949) Southern Methodist University Press